# Lotta libera ai Giochi della XIV Olimpiade - Pesi massimi
La competizione della categoria pesi massimi (oltre a 87 kg) di lotta libera dei Giochi della XIV Olimpiade si è svolta dal 29 al 31 luglio al Earls Court Exhibition Centre a Londra.

## Formato
Ad ogni incontro venivano assegnate le seguenti penalità:
- 0 = Al vincitore per schienata
- 1 = Al vincitore per decisione
- 2 = Allo sconfitto per decisione (1 giudici contro 2)
- 3 = Allo sconfitto per decisione (0 giudici contro 3)
- 3 = Allo sconfitto per schienata

Con cinque penalità o più il lottatore veniva eliminato.

## Risultati
| Legenda                                  | Legenda |
| ---------------------------------------- | ------- |
| Lottatore con 5 penalità o più Eliminato |         |

### 1º Turno
Si è disputato il 29 luglio.
| Vincitore             | Pen. | Risultato | Sconfitto       | Pen. |
| --------------------- | ---- | --------- | --------------- | ---- |
| Josef Růžička         | 1    | 2:1       | Dick Hutton     | 2    |
| Jim Armstrong         | 1    | 3:0       | Fred Oberlander | 3    |
| Gyula Bóbis           | 1    | 3:0       | Willy Lardon    | 3    |
| Bertil Antonsson      | 1    | 3:0       | Sadik Esen      | 3    |
| Abdul Ghasem Sahkdari | 0    | Esentato  |                 |      |

### 2º Turno
Si è disputato il 30 luglio.
| Vincitore        | Pen. | Risultato | Sconfitto             | Pen. |
| ---------------- | ---- | --------- | --------------------- | ---- |
| Josef Růžička    | 2    | 2:1       | Fred Oberlander       | 5    |
| Dick Hutton      | 3    | 2:1       | Abdul Ghasem Sahkdari | 2    |
| Gyula Bóbis      | 1    | Schienata | Jim Armstrong         | 4    |
| Sadik Esen       | 4    | 3_0       | Willy Lardon          | 6    |
| Bertil Antonsson | 1    | Esentato  |                       |      |

### 3º Turno
Si è disputato il 30 luglio.
| Vincitore        | Pen. | Risultato  | Sconfitto             | Pen. |
| ---------------- | ---- | ---------- | --------------------- | ---- |
| Bertil Antonsson | 1    | Schienata  | Abdul Ghasem Sahkdari | 5    |
| Jim Armstrong    | 4    | Per ritiro | Dick Hutton           | 6    |
| Gyula Bóbis      | 1    | Schienata  | Josef Růžička         | 5    |
| Sadik Esen       | 4    | Esentato   |                       |      |

### 4º Turno
Si è disputato il 31 luglio.
| Vincitore     | Pen. | Risultato | Sconfitto        | Pen. |
| ------------- | ---- | --------- | ---------------- | ---- |
| Jim Armstrong | 4    | Schienata | Sadik Esen       | 7    |
| Gyula Bóbis   | 2    | 2:1       | Bertil Antonsson | 3    |

### Turno finale
Si è disputato il 31 luglio.
| Vincitore        | Pen. | Risultato | Sconfitto     | Pen. |
| ---------------- | ---- | --------- | ------------- | ---- |
| Bertil Antonsson | 3    | Schienata | Jim Armstrong | 7    |
| Gyula Bóbis      | 2    | Esentato  |               |      |

## Classifica finale
| Pos.    | Atleta                | Nazione        |
| ------- | --------------------- | -------------- |
| Oro     | Gyula Bóbis           | Ungheria       |
| Argento | Bertil Antonsson      | Svezia         |
| Bronzo  | Jim Armstrong         | Australia      |
| 4       | Sadik Esen            | Turchia        |
| 5       | Abdul Ghasem Sahkdari | Iran           |
| 5       | Josef Růžička         | Cecoslovacchia |
| 7       | Dick Hutton           | Stati Uniti    |
| 8       | Fred Oberlander       | Gran Bretagna  |
| 9       | Willy Lardon          | Svizzera       |